# 本多丕道
本多 丕道（ほんだ ひろみち、1916年〈大正5年〉5月11日 - 1990年〈平成2年〉8月5日）は、日本の警察官僚。第68代警視総監。位階勲等は従三位勲二等。

## 経歴
東京府出身。第一高等学校を卒業。1940年（昭和15年）10月、高等試験行政科試験に合格。1941年（昭和16年）3月、東京帝国大学法学部を卒業。内務省に入省し神祇院属となる。
短期現役海軍主計科士官（6期）を志願し、1941年（昭和16年）4月、海軍主計中尉に任官し海軍経理学校に入校。同年8月に卒業し「霧島」乗組となる。以後、「知床」乗組、下関防備隊主計長、第104航空基地隊主計長、東印海軍航空隊主計長などを歴任しジャワ島で終戦を迎えた。1945年（昭和20年）9月、海軍主計少佐に昇進。1946年に復員。
内務省に復帰。1949年（昭和24年）、警視庁京橋警察署長に就任。以後、警視庁人事部人事課長、秋田県警察本部長、栃木県警察本部長、警察庁刑事局鑑識課長、同捜査第一課長、警視庁刑事部長、同警務部長、警察大学校長、警察庁警務局長などを歴任。1970年（昭和45年）7月、警視総監に就任し1972年（昭和47年）6月まで在任した。
退官後、総理府首都圏整備委員会委員、日本航空顧問を務めた。1987年（昭和62年）春の叙勲で勲二等瑞宝章を受章。
1990年（平成2年）8月5日、死去。74歳没。死没日付で叙・従三位。